# Cymatellopsis ilmiana
Cymatellopsis ilmiana är en svampart som beskrevs av Parmasto 1985. Cymatellopsis ilmiana ingår i släktet Cymatellopsis och familjen Marasmiaceae.   Inga underarter finns listade i Catalogue of Life.